# Beernakuppa, Bangarapet
Beernakuppa là một làng thuộc tehsil Bangarapet, huyện Kolar, bang Karnataka, Ấn Độ.